# Yufu Terashima
Pour les articles homonymes, voir Terashima.
Yufu Terashima (寺嶋由芙, Terashima Yufu) est une chanteuse et idole japonaise née le 8 juillet 1991, ancien membre du groupe d'idoles BiS (Brand new Idol Society).

## Biographie
Durant son enfance, Yuffy découvre le groupe d'idoles Morning Musume, ce qui lui donne envie de devenir elle-même chanteuse idole.
Yufu commence sa carrière le 9 juillet 2011 en intégrant le groupe d'idoles non conventionnelles BiS (Brand new Idol Society) sous son nom katakana : Terashima Yufu (テラシマユフ) ; elle incarne au sein du groupe l'« idole traditionnelle », les membres de ce groupe endossant chacun un rôle particulier.
Mais en avril 2013, elle annonce sa remise de diplôme du groupe et elle le quitte officiellement après le one-man live BiS4 le 26 mai 2013 au Club Asia à Tokyo ; cette décision de quitter le groupe est due à son désaccord avec la direction artistique prise par le groupe,,.
Elle annonce cependant en commencer une carrière solo en décembre de la même année. De plus, elle est finaliste le même mois au concours de beauté Miss iD 2014 (ミスiD2014)
Elle sort son 1er single #Yuflight sous son nom kanji en février 2014. La chanson principale #Yuflight a été écrite par Nemu Yumemi du groupe d'idoles Dempagumi.inc.
Yuffy et Mari Takahashi (de Dorothy Little Happy) forment le groupe spécial Yufu♬Mari (ユフ♬マリ) et sont produites par Keiichi Hashimoto. Elles sortent un single numérique Hotaru le 2 juillet 2014. Étant un groupe temporaire, les filles se sont produites pour la première fois sur scène le 31 mai 2014 à @Jam Expo 2014 au Zepp DiverCity à Tokyo. Elles se séparent après une dernière apparition le 31 août suivant à @Jam Expo 2014 à la Yokohama Arena.
Après plusieurs singles sortis, elle réalise son premier album Watashi ni Naru qui sort en septembre 2016. Elle a également signé un nouveau contrat chez le label Teichiku Enterntainment, label produisant principalement des artistes enka. Par ailleurs, dans son single Tenshi no Telepathy sorti en mars 2017, Terashima livre sa première performance musicale de style enka dans la chanson face B Shūten, Wa・Ta・Shi.,.

## Discographie en solo

### Albums
Studio
1. 21 septembre 2016 : Watashi ni Naru (わたしになる?)
2. 25 avril 2018 : Kimi ga Chiru (きみが散る?)

Mini albums
1. 1er août 2014 : Suki ga Hajimaru (好きがはじまる?)
2. 8 février 2015 : Suki ga Hajimaru II (好きがはじまるII?)

### Singles
1. 26 février 2014 : #Yuflight (
2. ゆーふらいと?)
3. 6 août 2014 : Campanula no Yūtsu (カンパニュラの憂鬱?)
4. 17 décembre 2014 : Neko no Naritai (猫になりたい?)
5. 20 mai 2015 : Fuhehehehehehehe Dai Sakusen (ふへへへへへへへ大作戦?)
6. 11 novembre 2015 : Iyahaya Feeling (いやはや ふぃ～りんぐ?)
7. 22 mars 2017 : Tenshi no Telepathy (天使のテレパシー?)
8. 12 juillet 2017 : Watashi wo Ryoko ni Tsuretette (わたしを旅行につれてって?)
9. 8 novembre 2017 : Shiranai Dareka ni Dakaretemo Ii (知らない誰かに抱かれてもいい?)

## Discographie en groupes

### Avec BiS
Albums
- 24 octobre 2012 : IDOL is DEAD

Singles
- 19 octobre 2011 : nerve
- 21 décembre 2011 : primal.
- 11 avril 2012 : IDOL
- 18 juillet 2012 : PPCC
- 13 mars 2013 : BiSimulation

### Avec Yufu♬Mari
Single
- 2 juillet 2014 : Hotaru